# Rio Grivele (Surpata)
O Rio Grivele é um rio da Romênia, afluente do Surpata, localizado no distrito de Hunedoara.